# Alain Meunier (Radsportler)
Alain François Daniel Meunier (* 11. September 1952 in Vierzon; † 13. Juli 1980 in Tours) war ein französischer Radrennfahrer und nationaler Meister im Radsport. 

## Sportliche Laufbahn
Meunier war im Straßenradsport aktiv. 1973 gewann Meunier gemeinsam mit Patrick Chardon, André Corbeau und Patrick Béon die nationale Meisterschaft im Mannschaftszeitfahren. 1974 war er in den Eintagesrennen Paris–Ézy und Paris–Égreville und im Etappenrennen Paris–Vierzon vor Hubert Arbès erfolgreich. Bei Paris–Vierzon gewann er das Einzelzeitfahren. Im Circuit de la Sarthe kam er hinter Iwan Skossyrew auf den 2. Platz. Er startete für den Verein Athletic Club de Boulogne-Billancourt.
1975 wurde er Berufsfahrer im Radsportteam Peugeot und blieb bis 1976 Radprofi. Danach startete er wieder als Amateur. Meunier starb an den Folgen eines Sturzes in einem Radrennen in Tours im Alter von 27 Jahren.

## Familiäres
Sein Vater Georges Meunier, sein Bruder Jean-Claude Meunier und sein Sohn Nicolas Meunier waren ebenfalls Radprofis.